# Василькова, Мария Викторовна
Мария Викторовна Василькова (родилась 13 февраля 1978 года, Мегион, Ханты-Мансийский автономный округ, Тюменская область, РСФСР, СССР) — российский политический деятель, депутат Государственной думы VIII созыва от «Единой России» с 2021 года.

## Биография
Мария Василькова родилась 13 февраля 1978 года в посёлке Мегион (Ханты-Мансийский автономный округ, Тюменская область). В 2000 году она окончила Байкальский государственный университет экономики и права по специальности «Государственное и муниципальное управление». В 2002 году окончила аспирантуру по специальности «Экономика и управление народным хозяйством», в 2017 — Московскую школу управления «Сколково» по программе Executive MBA, в 2021 программу развития кадрового управленческого резерва Высшей школы государственного управления Российской академии народного хозяйства и государственной службы при Президенте Российской Федерации.
Работала директором инвестиционной управляющей компании «Анализ. Финансы. Инвестиции» в Москве (2007—2011), финансовым директором ООО «Дело» (2011—2012, Москва), ООО «Сокольская плитная компания-ОСП» (2011—2014, Сокол, Вологодская область), заместителем генерального директора, вице-президентом, членом-правления и советником президента ООО «ЛП Менеджмент» (с мая 2016 года — ООО «УК Сегежа Групп») (2014—2021), старшим инвестиционным директором ПАО АФК «СИСТЕМА» (2019—2021). В 2020 году победила в конкурсе «Лидеры России».
19 сентября 2021 году на выборах в Государственную думу Василькова была избрана депутатом по партийному списку Единой России от Иркутской области. Вошла в комитет по промышленности и торговле.
С 2022 года находится под санкциями всех стран Европейского союза, США, Швейцарии, Великобритании, Канады, Австралии, Японии, Украины.